# 11 février en sport
11 janvier 11 mars
Chronologies thématiques
- Croisades
- Ferroviaires
- Disney

Le 11 février (42e jour de l'année) en sport.

## Événements

### XIXesiècle
- 1851 :
  - (Cricket) : premier match first-class en Australie avec la rencontre opposant la Tasmanie à Victoria au Launceston Racecourse. La Tasmanie gagne par 3 wickets[1].
- 1869 :
  - (Alpinisme) : première ascension hivernale du Vignemale, Pyrénées réussie par Henry Russell. C'est aussi la première grande ascension hivernale effectuée en Europe.
- 1894 :
  - (Patinage de vitesse) : au championnat du monde de patinage de vitesse à Stockholm, victoire de Brak zwycięzcy.

### XXesièclede1901à1950
- 1913 :
  - (Football) : premier match officiel de l'équipe des Philippines. À cette occasion, l'équipe de Chine s'impose 1-0.
- 1928 :
  - (Jeux olympiques) : le président de la Suisse Edmund Schulthess inaugure le deuxième rendez-vous olympique des jeux d'hiver à Saint-Moritz. 25 pays et 464 athlètes y participent.
- 1931 :
  - (Football) : premier match officiel de l'équipe de la Barbade. À cette occasion, les Barbadiens gagnent 3-2 face à l'équipe de Martinique.
- 1934 :
  - (Hockey sur glace) : le Canada bat les États-Unis 2-1 en finale des championnats du monde.

### XXesièclede1951à2000
- 1973 :
  - (Formule 1) : Grand Prix automobile du Brésil.
- 1989 :
  - (Boxe) : à Grenoble, René Jacquot devient champion du monde des poids welter en battant aux points Donald Curry.
- 1990 :
  - (Boxe) : James Buster Douglas bat Mike Tyson par KO lors de l'unification du titre mondial des lourds.

### XXIesiècle
- 2005 :
  - (Football américain) : Reggie Fowler, homme d'affaires d'Arizona devient le premier Noir propriétaire d'une équipe de football américaine de la NFL, soit les Vikings du Minnesota
- 2007 :
  - (Basket-ball) : la Chorale Roanne Basket remporte la Semaine des AS pour la première fois de son histoire en battant le Mans Sarthe Basket dans un match spectaculaire à Nancy, 87 à 82 pour Roanne.
  - (Sport automobile) : le Finlandais Marcus Grönholm (Ford Focus WRC) remporte le Rallye de Suède, deuxième épreuve du Championnat du monde des rallyes 2007, devant le Français Sébastien Loeb (Citroën).
- 2014 :
  - (Jeux olympiques d'hiver) : à Sotchi, cinquième jour de compétition.
- 2018 :
  - (Jeux olympiques d'hiver) : à Pyeongchang en Corée du Sud, quatrième jour de compétition.
    - La Française Perrine Laffont remporte en Ski de bosses la médaille d'or aux Jeux olympiques d'hiver de 2018 à 19 ans.

  - (Rugby à XV /Tournoi féminin) : au Donnybrook Rugby Ground de Dublin, l'Irlande s'impose face à l'Italie 21-8.
  - (Rugby à XV /Tournoi masculin) : au Murrayfield Stadium d'Édimbourg, l'Écosse s'impose face à la France 32-26. Avec ce résultat c'est le 8e match sans victoire d'affilée pour le XV de France.
- 2022 :
  - (Jeux olympiques d'hiver /JO d'hiver de 2022) : en Chine, à Pékin, 10e jour de compétition des Jeux olympiques d'hiver de 2022.
- 2024 :
  - (Football /CAN) : en finale de la CAN qui se déroule au Stade Alassane Ouattara d'Abidjan, la Côte d'Ivoire, chez elle,  malgré un début catastrophique en phase de poules, s'impose face au Nigeria 2-1[2].
  - (Football américain /Super Bowl) : en finale de la 58e édition du Super Bowl, victoire des Chiefs de Kansas City qui battent les 49ers de San Francisco 25-22.
  - (Rugby à XV /Tournoi masculin) : à l'Aviva Stadium de Dublin, l'Irlande s'impose face à l'Italie 36-0.

## Naissances

### XIXesiècle
- 1852 :
  - William Crake, footballeur anglais. († 1er décembre 1921).
- 1869 :
  - Louis Cottereau, cycliste sur route français. Vainqueur de Bordeaux-Paris 1893. († 21 septembre 1917).
- 1895 :
  - Maurice Cottenet, footballeur puis entraîneur français. (18 sélections en équipe de France). († 6 avril 1972).

### XXesièclede1901à1950
- 1908 :
  - Pierre Hornus, footballeur français. (3 sélections en équipe de France). († 29 octobre 1995).
- 1909 :
  - Max Baer, boxeur américain. Champion du monde poids lourds de boxe de 1934 à 1935. († 21 novembre 1959).
  - Jean Gautheroux, footballeur français. (2 sélections en équipe de France). († 14 octobre 1986).
- 1917 :
  - Bernard Destremau, joueur de tennis puis homme politique français. Député du Parlement français de 1967 à 1974. Secrétaire d'État aux affaires étrangères de 1974 à 1976. († 6 juin 2002).
- 1921 :
  - Ottavio Missoni, athlète de haies italien puis devient styliste. († 9 mai 2013).
- 1924 :
  - Budge Patty, joueur de tennis américain. Vainqueur du tournoi de Roland Garros 1950 et du Tournoi de Wimbledon 1950. († 5 octobre 2021).
- 1927 :
  - Jacqueline Martel, skieuse alpine française. († 11 janvier 2015).
- 1929 :
  - Albert Azaryan, gymnaste soviétique puis arménien. Champion olympique du concours général par équipes et des anneaux aux Jeux de Melbourne 1956 puis champion olympique des anneaux et médaillé d'argent du concours général par équipes aux Jeux de Rome 1960. Champion du monde de gymnastique artistique du concours général par équipes et des anneaux 1954 et 1958. Champion d'Europe de gymnastique artistique masculine des anneaux et des barres parallèles 1955. († 5 septembre 2023).
- 1934 :
  - John Surtees, pilote de moto et pilote de F1 britannique. Champion du monde de vitesse moto en 500 cm3 1956 puis champion du monde de vitesse moto 350 et 500 cm3 1958, 1959 et 1960. Champion du monde de Formule 1 1964. (38 victoires en Grand Prix moto et 6 en Grand Prix de F1). († 10 mars 2017).
- 1937 :
  - Eddie Shack, hockeyeur sur glace canadien. († 25 juillet 2020).
- 1938 :
  - Mohammed Gammoudi, athlète de fond tunisien. Médaillé d'argent du 10 000 m aux Jeux de Tokyo 1964, champion olympique du 5 000 m et médaillé de bronze du 10 000 m aux Jeux de Mexico 1968 puis médaillé d'argent du 5 000 m aux Jeux de Munich 1972.
- 1939 :
  - John Heard, basketteur australien.
- 1943 :
  - Pierre Matignon, cycliste sur route français. († 1er novembre 1987).
- 1946 :
  - Ian Porterfield, footballeur puis entraîneur écossais. Sélectionneur de l'équipe de Zambie de 1993 à 1994, de l'équipe du Zimbabwe de 1994 à 1995, de l'équipe d'Arabie saoudite de 1995 à 1996, de l'équipe d'Oman de 1996 à 1998, de l'équipe de Trinité-et-Tobago de 1998 à 2000 et de l'équipe d'Arménie de 2006 à 2007. († 11 septembre 2007).

### XXesièclede1951à2000
- 1953 :
  - Olga Dvirna, athlète de demi-fond soviétique puis russe. Championne d'Europe d'athlétisme du 1 500 m 1982.
- 1959 :
  - David López-Zubero, nageur espagnol. Médaillé de bronze du 100 m papillon aux Jeux de Moscou 1980.
  - Roberto Moreno, pilote de F1 brésilien.
- 1962 :
  - Eric Vanderaerden, cycliste sur route belge. Vainqueur du Tour des Pays-Bas 1985, du Tour d'Irlande 1989, de Gand-Wevelgem 1985, du Tour des Flandres 1985 et de Paris-Roubaix 1987.
- 1963 :
  - José María Bakero, footballeur puis entraîneur espagnol. Vainqueur des Coupe d'Europe des vainqueurs de coupe 1989 et 1997 et de la Coupe des clubs champions 1992. (30 sélections en équipe d'Espagne).
- 1967 :
  - Uwe Daßler, nageur est-allemand puis allemand. Champion olympique du 400 m nage libre, médaillé d'argent du relais 4 × 200 m et médaillé de bronze du 1 500 m aux Jeux de Séoul 1988. Champion d'Europe de natation du 400 m et 1 500 m nage libre 1985 puis champion d'Europe de natation du 400 m nage libre 1987.
- 1969 :
  - John Salako, footballeur anglais. (5 sélections en équipe d'Angleterre).
- 1971 :
  - Christian Labit, joueur de rugby à XIII puis joueur de rugby à XV et ensuite entraîneur français. Vainqueur de la Coupe d'Europe 2003 et 2005. (17 sélections en équipe de France de rugby XV).
- 1972 :
  - Steve McManaman, footballeur anglais. Vainqueur des Ligue des champions 2000 et 2002. (37 sélections en équipe d'Angleterre).
  - Kelly Slater, surfeur américain.
- 1973 :
  - Christophe Lévêque, cycliste de BMX français. Champion du monde de BMX de la course cruiser élite 1997, 1998, 1999 et 2001.
- 1974 :
  - Nick Barmby, footballeur puis entraîneur anglais. (23 sélections en équipe d'Angleterre).
  - Sébastien Hinault, cycliste sur route français.
  - Dominique Perras, cycliste sur route canadien.
  - Jaroslav Spacek, hockeyeur sur glace tchèque. Champion olympique aux Jeux de Nagano 1998 puis médaillé de bronze aux Jeux de Turin 2006. Champion du monde de hockey sur glace 1999, 2001 et 2005.
- 1975 :
  - Andy Lally, pilote de courses automobile américain.
  - Jacque Vaughn, basketteur puis entraîneur américain.
  - Marek Špilár, footballeur slovaque. (30 sélections en équipe de Slovaquie). († 7 septembre 2013).
- 1976 :
  - Tony Battie, basketteur américain.
- 1978 :
  - Frédéric Soyez, hockeyeur sur gazon puis entraîneur français. (196 sélections en équipe de France). Sélectionneur de l'équipe de France depuis 2014.
- 1979 :
  - Arnaud Di Pasquale, joueur de tennis puis dirigeant sportif et consultant TV français. Médaillé de bronze en simple aux Jeux de Sydney 2000.
- 1976 :
  - Tony Battie, basketteur américain.
- 1980 :
  - André Buengo, footballeur angolais. (7 sélections en équipe d'Angola).
  - Mark Bresciano, footballeur italo-australien. (84 sélections avec l'équipe d'Australie).
  - Laurențiu Lică, volleyeur roumain. (60 sélections en équipe de Roumanie).

- 1982 :

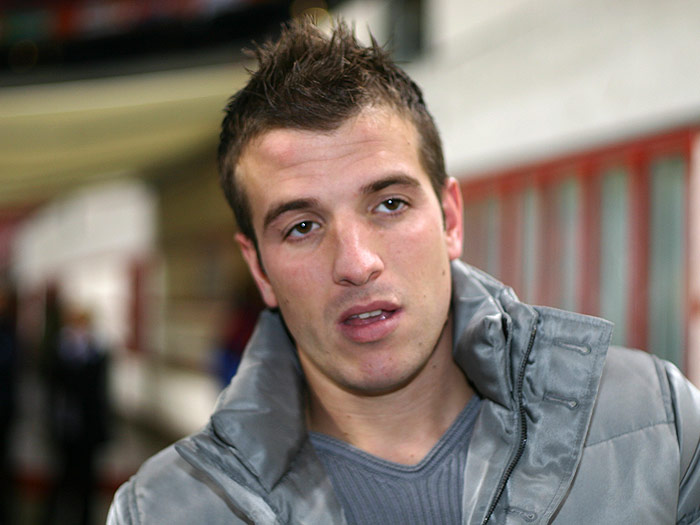
Rafael van der Vaart

  - Mahmoud Gharbi, handballeur tunisien. Champion d'Afrique des nations de handball 2006, 2010 et 2012. (179 sélections en équipe de Tunisie).
  - Neil Robertson, joueur de snooker australien. Champion du monde de snooker 2010.
- 1983 :
  - Sheri-Ann Brooks, athlète de sprint jamaïcaine. Championne du monde d'athlétisme du relais 4 × 100 m 2013.
  - Viola Odebrecht, footballeuse allemande. Médaillée de bronze aux Jeux d'Athènes 2004. Championne du monde de football 2003. Victorieuse des Coupe de l'UEFA 2005, 2010 et 2013. (49 sélections en équipe d'Allemagne).
  - Rafael van der Vaart, footballeur néerlandais. (109 sélections en équipe des Pays-Bas).
- 1984 :
  - Nebojša Grahovac, handballeur bosnien. (70 sélections en équipe de Bosnie-Herzégovine).
  - Marco Marcato, cycliste sur route italien. Vainqueur de Paris-Tours 2012.
  - Maxime Talbot, hockeyeur sur glace canadien.
  - Alando Tucker, basketteur américain.
- 1985 :
  - Roy Contout, footballeur français.
  - Casey Dellacqua, joueuse de tennis australienne.
  - Mike Richards, hockeyeur sur glace canadien. Champion olympique aux Jeux de Vancouver 2010.
  - Šárka Záhrobská, skieuse tchèque. Médaillée de bronze du slalom aux Jeux de Vancouver 2010. Championne du monde de ski alpin du slalom 2007.
- 1986 :
  - Boris Mahon de Monaghan, footballeur français.
- 1987 :
  - Beat Feuz, skieur alpin suisse. Champion du monde de ski alpin de la descente 2017.
  - Lamine Kanté, basketteur français.
  - Eleonora van Dijk, cycliste sur route néerlandaise. Championne du monde de cyclisme sur route du contre la montre par équipes 2012, 2016 et 2017 puis championne du monde de cyclisme sur route du contre la montre en individuel et par équipes 2013. Victorieuse du Tour de Bochum 2010, du Tour du Qatar 2011, du Tour des Flandres 2014
- 1988 :
  - Andrew Hammond, hockeyeur sur glace canadien.
  - Vlad Moldoveanu, basketteur roumain.
- 1989 :
  - Fredric Pettersson, handballeur suédois. (103 sélections en équipe de Suède).
- 1991 :
  - Nikola Mirotić, basketteur hispano-monténégrin. Médaillé de bronze aux Jeux de Rio 2016. Champion d'Europe de basket-ball 2015. (30 sélections avec l'équipe d'Espagne).
  - Edson Ndoniema, basketteur angolais. (29 sélections en équipe d'Angola).
- 1992 :
  - Louis Labeyrie, basketteur français. Médaillé de bronze au mondial 2019. (33 sélections en équipe de France).
- 1993 :
  - Karl Geiger, sauteur à ski allemand. Médaillé d'argent du grand tremplin par équipes aux Jeux de Pyeongchang 2018 puis de bronze du grand tremplin et par équipes aux Jeux de Pékin 2022. Champion du monde de saut à ski par équipes et par équipes mixtes 2019 et 2021.
  - Ben McLemore, basketteur américain.
- 1994 :
  - Amida Brimah, basketteur ghanéen.
  - Vincent Couzigou, basketteur français.
  - Amund Grøndahl Jansen, cycliste sur route norvégien.
  - Pauline Lithard, basketteuse française.
  - Dansby Swanson, joueur de baseball américain.
  - Bendjaloud Youssouf, footballeur franco-comorien. (48 sélections avec l'Équipe des Comores).
  - Roman Zobnine, footballeur russe. (41 sélections en équipe nationale).
- 1995 :
  - Milan Škriniar, footballeur slovaque. (79 sélections en équipe nationale).
- 1996 :
  - Daniil Medvedev, joueur de tennis russe. Vainqueur du Masters 2020, de l'US Open 2021 et de la Coupe Davis 2021.
  - Jonathan Tah, footballeur germano-ivoirien. (37 sélections avec l'équipe d'Allemagne).
  - Michael Murillo, footballeur panaméen. (86 sélections en équipe nationale).
- 1997 :
  - Hubert Hurkacz, joueur de tennis polonais.
  - Mateusz Wieteska, footballeur polonais. (4 sélections en équipe nationale).
- 1998 :
  - Malte Amundsen, footballeur danois.
  - Carel Eiting, footballeur néerlandais.
- 1999 :
  - Hannah Cain, footballeuse galloise. (14 sélections en équipe nationale).
  - Andriy Lounine, footballeur ukrainien. Champion du monde de football des moins de 20 ans. Vainqueur des Ligues des champions 2022 et 2024. (16 sélections en équipe nationale).
- 2000 :
  - Agustín Almendra, footballeur argentin.
  - José Fontán, footballeur espagnol.

### XXIesiècle
- 2001 :
  - Bryan Gil, footballeur espagnol. Champion d'Europe de football des moins de 19 ans 2019. Médaillé d'argent aux jeux de Tokyo 2020. Vainqueur de la Ligue Europa 2023. (5 sélections en équipe nationale).
  - Adam Idah, footballeur irlandais. (29 sélections en équipe nationale).
- 2002 :
  - Liam Lawson, pilote de course automobile néo-zélandais.
  - Dango Ouattara, footballeur burkinabé. (30 sélections en équipe nationale).
- 2003 :
  - Matija Frigan, footballeur croate.
  - Ilyes Hamache, footballeur franco-algérien.
  - Casper Winther, footballeur danois.
- 2004 :
  - Martim Marques, footballeur portugais.
  - Thiniba Samoura, footballeuse française. (7 sélections en équipe de France).

## Décès

### XXesièclede1901à1950
- 1941 :
  - George Lacy Hillier, 84 ans, cycliste britannique. Pionnier du cyclisme et journaliste sportif. (° 6 juin 1856).
- 1947 :
  - Martin Klein, 62 ans, lutteur estonien et russe. Médaillé d'argent des poids moyens de gréco-romaine aux Jeux de Stockholm 1912. (° 12 septembre 1884).

### XXesièclede1951à2000
- 1969 :
  - Dario Beni, 80 ans, cycliste sur route italien. (° 1er janvier 1889).
  - Oswald Holmberg, 86 ans, gymnaste artistique suédois. Champion olympique du concours par équipes aux jeux de Londres 1908 puis champion olympique du système suédois aux Jeux de Stockholm 1912. (° 17 juillet 1882).
- 1977 :
  - Luigi Bertolini, 72 ans, footballeur puis entraîneur italien. Champion du monde de football 1934. (26 sélections en équipe nationale). (° 13 septembre 1904).

### XXIesiècle
- 2004 :
  - Shirley Strickland, 78 ans, athlète de sprint et de haies australienne. Médaillée d'argent du relais 4 × 100 m et médaillée de bronze du 100 m et du 80 m haies aux Jeux de Londres 1948, championne olympique du 80 m haies et médaillée de bronze du 100 m aux Jeux d'Helsinki 1952 puis championne olympique du 80 m haies et du relais 4 × 100 m aux Jeux de Melbourne 1956. (° 18 juillet 1925).
- 2006 :
  - Ken Fletcher, 65 ans, joueur de tennis australien. (° 15 juin 1940).
- 2007 :
  - Bill Clement, 91 ans, joueur de rugby à XV gallois. (6 sélections en équipe nationale). (° 9 avril 1915).
  - Paolo Pileri, 62 ans, pilote de moto puis manager italien. Champion du monde de vitesse moto 125 cm3 1975. (° 31 juillet 1944).
  - Jim Ricca, 79 ans, joueur de foot U.S. américain. (° 8 octobre 1927).
- 2011 :
  - Chuck Tanner, 82 ans, joueur de baseball puis dirigeant sportif américain. (° 4 juillet 1928).
- 2017 :
  - Vassili Koudinov, 47 ans, handballeur soviétique puis russe. Champion olympique aux Jeux de Barcelone 1992 et aux Jeux de Sydney 2000 puis médaillé de bronze aux Jeux d'Athènes 2004. Champion du monde de handball 1993 et 1997. Champion d'Europe de handball 1996. Vainqueur de la Coupe EHF 2001. (196 sélections en équipe nationale). (° 17 février 1969).
- 2022 :
  - Ilya Datunashvili, 84 ans, footballeur soviétique. (° 1er septembre 1937).
  - Kevin Hogarth, 88 ans, boxeur australien. Médaillé de bronze des poids welters aux Jeux olympiques d'été de 1956. (° 10 février 1934).
- 2024 :
  - Kelvin Kiptum, 24 ans, athlète kényan. Détenteur du record du monde du marathon à compter du 8 octobre 2023. (° 2 décembre 1999).